# Gabriele Cattani
| Odkryte planetoidy: 18 (wspólnie z Luciano Tesim) | Odkryte planetoidy: 18 (wspólnie z Luciano Tesim) |
| ------------------------------------------------- | ------------------------------------------------- |
| (8051) Pistoria                                   | 13 sierpnia 1997                                  |
| (11625) Francelinda                               | 20 października 1996                              |
| (12840) Paolaferrari                              | 6 kwietnia 1997                                   |
| (13200) Romagnani                                 | 13 marca 1997                                     |
| (14486) Tuscia                                    | 4 października 1994                               |
| (14964) Robertobacci                              | 2 listopada 1996                                  |
| (16683) Alepieri                                  | 3 maja 1994                                       |
| (23547) Tognelli                                  | 17 lutego 1994                                    |
| (27917) Edoardo                                   | 6 listopada 1996                                  |
| (29443) Remocorti                                 | 13 lipca 1997                                     |
| (33010) Enricoprosperi                            | 11 marca 1997                                     |
| (39748) Guccini                                   | 28 stycznia 1997                                  |
| (42523) Ragazzileonardo                           | 6 marca 1994                                      |
| (79212) 1994 ET                                   | 6 marca 1994                                      |
| (85439) 1997 EP40                                 | 13 marca 1997                                     |
| (152583) 1994 TF                                  | 4 października 1994                               |
| (205006) 1997 AY21                                | 15 stycznia 1997                                  |
| (296928) Francescopalla                           | 17 lutego 1994                                    |

Gabriele Cattani – włoski astronom. Wspólnie z Luciano Tesim odkrył 18 planetoid. Obserwacje prowadził w obserwatorium astronomicznym w San Marcello Pistoiese.